# 17. ročník People's Choice Awards
17. ročník People's Choice Awards se konal 11. března 1991 ve studiích Universal Studios v Hollywoodu. Moderátor večera byl Burt Reynolds. Ceremoniál vysílala stanice CBS.

## Vítězové
Tučně jsou označeni vítězové.

### Film
| Nejlepší filmové drama | Nejoblíbenější filmová komedie |
| ---------------------- | ------------------------------ |
| Duch                   | Pretty Woman                   |
| Nejoblíbenější herečka | Nejoblíbenější herec           |
| Julia Roberts          | Mel Gibson                     |

### Televize
| Nejoblíbenější televizní komedie            | Nejoblíbenější televizní drama                      |
| ------------------------------------------- | --------------------------------------------------- |
| Na zdraví                                   | Právo v Los Angeles                                 |
| Nejoblíbenější nový televizní seriál: drama | Nejoblíbenější nový televizní seriál: komedie       |
| Equal Justice                               | In Living Color (remíza) Simpsonovi (remíza)        |
| Nejoblíbenější televizní herec              | Nejoblíbenější televizní herečka                    |
| Bill Cosby                                  | Kirstie Alleyová                                    |
| Nejoblíbenější televizní herec: nový seriál | Nejoblíbenější televizní herečka: nový seriál       |
| Burt Reynolds                               | Carol Burnettová                                    |
| Nejoblíbenější minisérie                    | Nejoblíbenější seriál orientovaný na mladé publikum |
| The Civil War                               | 60 Minutes                                          |

### Hudba
| Nejoblíbenější zpěvačka | Nejoblíbenější zpěvák |
| ----------------------- | --------------------- |
| Paula Abdul             | MC Hammer             |
| Nejoblíbenější píseň    |                       |
| „Ice Ice Baby“          |                       |

### Osoby
| Nejoblíbenější umělec všech dob: muž | Nejoblíbenější umělec všech dob: žena |
| ------------------------------------ | ------------------------------------- |
| Bill Cosby                           | Julia Roberts                         |